# 준마팅게일
확률론에서 준마팅게일(準martingale, 영어: semimartingale)은 국소 마팅게일과 유계 변동 확률 과정의 합이다. 준마팅게일 조건은 이토 적분이 잘 정의될 필요 충분 조건이다.

## 정의

### 실수 값의 준마팅게일
다음이 주어졌다고 하자.
- 여과 확률 공간 {\displaystyle (\Omega ,{\mathcal {F}}_{t},\Pr )_{t\in [0,\infty ]}}

그렇다면, {\displaystyle (\Omega ,{\mathcal {F}}_{t},\Pr )_{t\in [0,\infty )}} 위의 마팅게일의 개념을 정의할 수 있다. 이는 순응 확률 과정의 일종이다.
{\displaystyle (\Omega ,{\mathcal {F}}_{t},\Pr )_{t\in [0,\infty ]}} 위의 과정 {\displaystyle (X_{t})_{t\in [0,\infty )}}에 대하여, 만약 어떤 정지 시간의 열
{\displaystyle (\tau _{i}\colon \Omega \to [0,\infty ))_{i\in \mathbb {N} }}
이 다음 두 조건을 만족시킨다면, 이를 국소 마팅게일이라고 한다.
- 거의 확실하게 {\displaystyle \textstyle \lim _{i\to \infty }t_{i}=\infty }이다.
- 모든 {\displaystyle i}에 대하여, 정지화 {\displaystyle X^{|\tau _{i}}}는 마팅게일이다.

순응 확률 과정 {\displaystyle (X_{t})_{t\in [0,\infty )}}이 다음과 같은 꼴을 갖는다면, 준마팅게일이라고 한다.
- 어떤 국소 마팅게일 {\displaystyle (M_{t})_{t\in [0,\infty )}}과 거의 확실하게 국소 유계 변동 함수이자 카들라그 함수인 확률 과정 {\displaystyle (A_{t})_{t\in [0,\infty )}}의 합 {\displaystyle X=M+A}으로 표현될 수 있다. (즉, 임의의 {\displaystyle 0\leq T<\infty }에 대하여, {\displaystyle (A_{t})_{t\in [0,T]}}는 거의 확실하게 유계 변동 함수이다.)

### 다양체 값의 준마팅게일
임의의 매끄러운 다양체 {\displaystyle M}이 주어졌다고 하자. {\displaystyle M} 값의 확률 과정
{\displaystyle (X_{t}\colon \Omega \to M)_{t\in [0,\infty )}}
이 주어졌다고 하자. 만약 임의의 매끄러운 함수 {\displaystyle f\colon M\to \mathbb {R} }에 대하여 {\displaystyle f(X_{t})}가 준마팅게일이라면, {\displaystyle X_{t}}를 준마팅게일이라고 한다.

## 성질
임의의 전단사 증가 함수
{\displaystyle f\colon [0,\infty )\to [0,\infty )}
가 주어졌다고 하자. 만약 {\displaystyle X_{t}}가 준마팅게일이라면, {\displaystyle X_{f(t)}} 역시 준마팅게일이다.
준마팅게일의 임의의 정지 시간에 대한 정지화 역시 준마팅게일이다.
준마팅게일의 합과 곱 역시 준마팅게일이다. 보다 일반적으로, 준마팅게일의 {\displaystyle {\mathcal {C}}^{2}} 함수에 대한 값은 준마팅게일이다.

## 예
위너 확률 과정 {\displaystyle W_{t}}에 대하여, 정지 시간
{\displaystyle \tau =\inf\{t\colon W_{t}\geq 1\}}
을 생각하자. 그렇다면,
{\displaystyle X_{t}={\begin{cases}W_{t/(1-t)}^{|\tau }&0\leq t<1\\1&1\leq t\end{cases}}}
를 생각하자. 이는 거의 확실하게 연속 함수이지만, {\displaystyle t=1}에서 마팅게일이 아니다. 그러나 이는 국소 마팅게일이며, 따라서 준마팅게일이다.